# Merlin (Satellit)

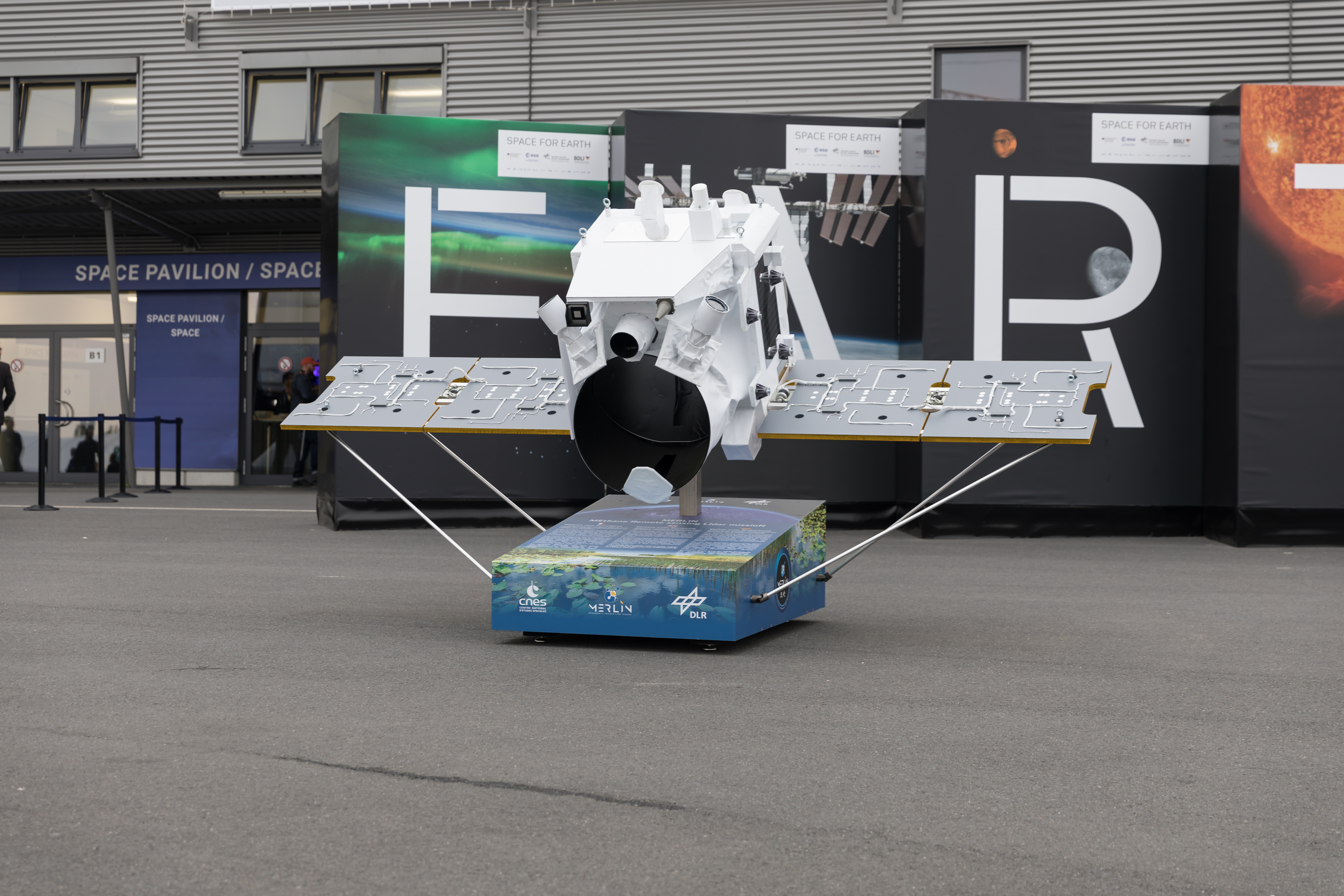
Merlin-Modell auf der ILA 2018

Merlin (Methane Remote Sensing Lidar Mission) ist der Name eines deutsch-französischen Satellitenprojekts, über das sich Angela Merkel und Nicolas Sarkozy Anfang 2010 im Rahmen der Agenda 2020 verständigten. Merlin soll die Methan-Konzentration in der Erdatmosphäre messen, um das Verständnis von Klimaveränderungen zu fördern. Der Satellit sollte ursprünglich im Jahr 2014 starten. Dieser Termin wurde später auf 2020, 2021, 2024, 2027, 2028 und 2029 verschoben.

## Organisation und Technik
Frankreich baut den LEO-Satellit der Gewichtsklasse von 200 kg mit einer geplanten Lebensdauer von 3 Jahren auf der Basis des Satellitenbus Myriade. Deutschland liefert die Nutzlast, ein Lidar (Light Detection And Ranging) zur Detektion von Methan in der Atmosphäre. Die Gesamtkosten von ca. 120 Millionen Euro tragen beide Staaten zur Hälfte.
Das eingesetzte differenzielle Lidar arbeitet mit einem durchstimmbaren Laser im IR-Bereich. Sein Licht wird auf dem Weg zum Erdboden und zurück durch verschiedene Effekte geschwächt: Absorption durch Methan und Wasserdampf, Mie-Streuung durch Partikel, Albedo des Untergrunds. Die Effekte werden getrennt durch ihre Wellenlängenabhängigkeit in einem schmalen Bereich.
Am 17. Februar 2017 beauftragte das Deutsche Zentrum für Luft- und Raumfahrt (DLR) die Airbus Defence and Space GmbH mit der Fertigung des Lidar-Instrumentes. Die Finanzmittel stellt das Bundesministerium für Wirtschaft und Energie (BMWi). Die Entwicklung fand am Fraunhofer-Institut für Lasertechnik in Aachen statt. Ein Lidar-Modell wurde auf der Messe Laser World of Photonics 2017 im Juni 2017 in München gezeigt.